# Podslon, Dobrici
Podslon (în bulgară Подслон, în română Conac-Cuiungiuc) este un sat în comuna Dobricika, regiunea Dobrici, Dobrogea de Sud, Bulgaria. 
Între anii 1913-1940 a făcut parte din plasa Ezibei a județului Caliacra, România.

## Demografie
Componența etnică a satului Podslon
     Turci (32,37%)
     Bulgari (17,49%)
     Romi (49,34%)
     Nicio identificare (0,78%)
La recensământul din 2011, populația satului Podslon era de 383 locuitori. Nu există o etnie majoritară, locuitorii fiind romi (49,34%), turci (32,37%) și bulgari (17,49%). Pentru 0,78% din locuitori nu este cunoscută apartenența etnică.